# Siena (gioco da tavolo)
Siena è un gioco da tavolo ideato da Mario Papini e prodotto e distribuito dalla statunitense Z-Man Games, dall'italiana ZuGames e dall'olandese Quined Games ambientato al tempo della Repubblica di Siena.

## Contenuto
Il tabellone del gioco riprende l'opera Allegoria degli Effetti del Buon Governo in Città realizzata da Ambrogio Lorenzetti. Il resto del gioco è composto da 93 carte, da 40 piccoli cubi in legno, 36 pedine ed una mappa.

## Obiettivo del gioco
Il giocatore si trova nella Repubblica di Siena: comincia da contadino, per poi diventare mercante, banchiere ed infine membro del Governo dei Nove. Per progredire nel gioco è necessario dapprima (da contadino) produrre beni utili al proprio arricchimento, divenendo così prima mercanti, poi banchieri. Si guadagnano poi dei "punti consenso", finalizzati a conquistare il favore dei cittadini senesi tramite, ad esempio, le donazioni a chiese. Una volta ottenuti punti prestigio a sufficienza si può iniziare la costruzione di piani della Torre del Mangia o far affrescare il Palazzo comunale.
Il gioco termina in due casi:
- viene completata la costruzione della Torre del Mangia;
- viene pescata la carta di Ambrogio Lorenzetti, che viene messo all'asta.

Terminato il tempo a disposizione, se non vengono terminati la Torre del Mangia o gli affreschi del Palazzo comunale vince chi ha più punti o chi realizza più piani della Torre.

## Riconoscimenti
Siena ha vinto il "Best of Show 2005" come Miglior gioco italiano al Lucca Comics & Games. La motivazione del premio è stata la seguente: